# Nuoto ai Giochi della XXXII Olimpiade - 200 metri misti maschili
La gara di nuoto dei 200 metri misti maschili dei Giochi della XXXII Olimpiade di Tokyo è stata disputata tra il 28 e il 30 luglio 2021 presso il Tokyo Aquatics Centre. Vi hanno partecipato 45 atleti provenienti da 33 nazioni.
La competizione è stata vinta dal nuotatore cinese Wang Shun, mentre l'argento e il bronzo sono andati rispettivamente al britannico Duncan Scott e allo svizzero Jérémy Desplanches.

## Record
Prima della competizione il record del mondo e il record olimpico erano i seguenti:
| Record mondiale | 1'54"00 | Ryan Lochte Stati Uniti    | 28 luglio 2011 Shanghai, Cina |
| Record olimpico | 1'54"23 | Michael Phelps Stati Uniti | 15 agosto 2008 Pechino, Cina  |

Nel corso della competizione non sono stati migliorati.

## Programma
| Data           | Ora (UTC+9) | Turno      |
| -------------- | ----------- | ---------- |
| 28 luglio 2021 | 19:54       | Batterie   |
| 29 luglio 2021 | 12:08       | Semifinali |
| 30 luglio 2021 | 11:16       | Finale     |

## Risultati

### Batterie
| Pos. | Batteria | Corsia | Atleta               | Nazionalità   | Tempo   | Note             |
| ---- | -------- | ------ | -------------------- | ------------- | ------- | ---------------- |
| 1    | 6        | 4      | Michael Andrew       | Stati Uniti   | 1'56"40 | Q                |
| 2    | 6        | 3      | Jérémy Desplanches   | Svizzera      | 1'56"89 | Q                |
| 3    | 6        | 1      | Lewis Clareburt      | Nuova Zelanda | 1'57"27 | Q,               |
| 4    | 5        | 3      | Chase Kalisz         | Stati Uniti   | 1'57"38 | Q                |
| 5    | 6        | 2      | Kōsuke Hagino        | Giappone      | 1'57"39 | Q                |
| 5    | 6        | 5      | Duncan Scott         | Gran Bretagna | 1'57"39 | Q                |
| 7    | 5        | 5      | Wang Shun            | Cina          | 1'57"42 | Q                |
| 8    | 5        | 6      | Alberto Razzetti     | Italia        | 1'57"46 | Q                |
| 9    | 4        | 4      | Mitch Larkin         | Australia     | 1'57"50 | Q                |
| 10   | 4        | 7      | László Cseh          | Ungheria      | 1'57"51 | Q                |
| 11   | 4        | 5      | Hugo González        | Spagna        | 1'57"61 | Q                |
| 12   | 3        | 7      | Tomoe Hvas           | Norvegia      | 1'57"64 | Q,               |
| 13   | 4        | 3      | Philip Heintz        | Germania      | 1'57"72 | Q                |
| 14   | 5        | 2      | Andrey Zhilkin       | ROC           | 1'57"94 | Q                |
| 15   | 4        | 2      | Matthew Sates        | Sudafrica     | 1'58"08 | Q                |
| 16   | 5        | 4      | Daiya Seto           | Giappone      | 1'58"15 | Q                |
| 17   | 4        | 1      | Finlay Knox          | Canada        | 1'58"29 |                  |
| 18   | 5        | 1      | Léon Marchand        | Francia       | 1'58"30 |                  |
| 19   | 6        | 7      | Caio Pumputis        | Brasile       | 1'58"36 |                  |
| 20   | 6        | 6      | Hubert Kós           | Ungheria      | 1'58"47 |                  |
| 21   | 4        | 8      | Gabriel Lopes        | Portogallo    | 1'58"56 |                  |
| 22   | 3        | 4      | Brendon Smith        | Australia     | 1'58"57 |                  |
| 23   | 3        | 6      | Jacob Heidtmann      | Germania      | 1'58"80 |                  |
| 24   | 5        | 8      | Andreas Vazaios      | Grecia        | 1'58"84 |                  |
| 25   | 2        | 5      | Vinicius Lanza       | Brasile       | 1'58"92 |                  |
| 26   | 4        | 6      | Qin Haiyang          | Cina          | 1'58"95 |                  |
| 26   | 3        | 1      | Ron Polonsky         | Israele       | 1'58"95 |                  |
| 28   | 6        | 8      | Alexis Santos        | Portogallo    | 1'59"32 |                  |
| 29   | 3        | 5      | Maxim Stupin         | ROC           | 1'59"39 |                  |
| 30   | 2        | 1      | Arjan Knipping       | Paesi Bassi   | 1'59"44 | Record nazionale |
| 30   | 2        | 4      | Gal Cohen Groumi     | Israele       | 1'59"44 |                  |
| 32   | 3        | 8      | Bernhard Reitshammer | Austria       | 1'59"56 |                  |
| 33   | 3        | 3      | Danas Rapšys         | Lituania      | 1'59"90 |                  |
| 34   | 5        | 7      | Joe Litchfield       | Gran Bretagna | 2'00"11 |                  |
| 35   | 2        | 6      | Apostolos Papastamos | Grecia        | 2'00"38 |                  |
| 36   | 2        | 7      | Tomas Peribonio      | Ecuador       | 2'00"62 |                  |
| 37   | 3        | 2      | Wang Hsing-hao       | Taipei cinese | 2'00"72 |                  |
| 38   | 2        | 2      | José Ángel Martínez  | Messico       | 2'01"34 |                  |
| 39   | 2        | 8      | Jarod Arroyo         | Porto Rico    | 2'01"92 |                  |
| 40   | 1        | 3      | Tyler Christianson   | Panama        | 2'02"70 | Record nazionale |
| 41   | 1        | 6      | Munzer Kabbara       | Libano        | 2'03"08 |                  |
| 42   | 2        | 3      | Raphaël Stacchiotti  | Lussemburgo   | 2'03"17 |                  |
| 43   | 1        | 4      | Keanan Dols          | Giamaica      | 2'04"29 |                  |
| 44   | 1        | 5      | Christoph Meier      | Liechtenstein | 2'04"34 |                  |
| 45   | 1        | 2      | Tasi Limtiaco        | Micronesia    | 2'07"69 |                  |

### Semifinali
| Pos. | Semifinale | Corsia | Atleta             | Nazionalità   | Tempo   | Note |
| ---- | ---------- | ------ | ------------------ | ------------- | ------- | ---- |
| 1    | 2          | 6      | Wang Shun          | Cina          | 1'56"22 | Q    |
| 2    | 1          | 3      | Duncan Scott       | Gran Bretagna | 1'56"69 | Q    |
| 3    | 1          | 8      | Daiya Seto         | Giappone      | 1'56"86 | Q    |
| 4    | 2          | 4      | Michael Andrew     | Stati Uniti   | 1'57"08 | Q    |
| 5    | 1          | 4      | Jérémy Desplanches | Svizzera      | 1'57"38 | Q    |
| 6    | 2          | 3      | Kōsuke Hagino      | Giappone      | 1'57"47 | Q    |
| 7    | 2          | 5      | Lewis Clareburt    | Nuova Zelanda | 1'57"55 | Q    |
| 8    | 1          | 2      | László Cseh        | Ungheria      | 1'57"64 | Q    |
| 9    | 1          | 6      | Alberto Razzetti   | Italia        | 1'57"70 |      |
| 10   | 2          | 2      | Mitch Larkin       | Australia     | 1'57"80 |      |
| 11   | 2          | 7      | Hugo González      | Spagna        | 1'57"96 |      |
| 12   | 1          | 5      | Chase Kalisz       | Stati Uniti   | 1'58"03 |      |
| 13   | 2          | 1      | Philip Heintz      | Germania      | 1'58"13 |      |
| 14   | 2          | 8      | Matthew Sates      | Sudafrica     | 1'58"75 |      |
| 15   | 1          | 1      | Andrey Zhilkin     | ROC           | 1'59"05 |      |
| 16   | 1          | 7      | Tomoe Hvas         | Norvegia      | 2'00"21 |      |

### Finale
| Pos.    | Corsia | Atleta             | Nazionalità   | Tempo   | Note             |
| ------- | ------ | ------------------ | ------------- | ------- | ---------------- |
| Oro     | 4      | Wang Shun          | Cina          | 1'55"00 | Record asiatico  |
| Argento | 5      | Duncan Scott       | Gran Bretagna | 1'55"28 | Record nazionale |
| Bronzo  | 2      | Jérémy Desplanches | Svizzera      | 1'56"17 | Record nazionale |
| 4       | 3      | Daiya Seto         | Giappone      | 1'56"22 |                  |
| 5       | 6      | Michael Andrew     | Stati Uniti   | 1'57"31 |                  |
| 6       | 7      | Kōsuke Hagino      | Giappone      | 1'57"49 |                  |
| 7       | 8      | László Cseh        | Ungheria      | 1'57"68 |                  |
| 8       | 1      | Lewis Clareburt    | Nuova Zelanda | 1'57"70 |                  |